# Momentum 5: Stammer (Triptych)
Momentum 5: Stammer (Triptych) ist ein Album von Ken Vandermark. Die am 14. November 2019 im Veranstaltungsort Elastic Arts, Chicago, entstandenen Aufnahmen erschienen im Dezember 2021 auf Audiographic Records.

## Hintergrund
Bereits seit den 1990er-Jahren spielt Ken Vandermark hauptsächlich in Chicago und trat häufig in verschiedenen Ensembles in der Stadt auf. Nachdem ihm die MacArthur Foundation 1999 ein Stipendium zugesprochen hatte, gab er das Geld aus, um zu versuchen, eine Infrastruktur für tourende Improvisatoren in den Vereinigten Staaten aufzubauen. In den letzten fünf Jahren hat er ein erneutes Engagement für die Zusammenarbeit mit Musikern aus Nordamerika gezeigt, und er hat diese Projekte mit einer Reihe von Veröffentlichungen mit dem gemeinsamen Titel Momentum dokumentiert. Das Fünf-CD-Box Momentum 4: Consequent Duos 2015-2019, die im Sommer 2019 auf Vandermarks Audiographic-Label veröffentlicht wurde, tauche tief in seine Arbeit als Improvisator ein und offenbare seine umfangreichen Ressourcen in diesem Bereich, notierte Bill Meyer. Das folgende Projekt, das am 14. November 2019 bei Elastic Arts debütierte, zeige vermehrt Vandermarks Interesse an Mixed Media. Der Titel Momentum 5: Stammer (Triptych) steht sowohl für das Ensemble als auch für das Stück selbst, das aus drei verschiedenen Blickwinkeln angegangen wurde. Die Musiker traten als ein Doppelquartett auf, zu dem Katinka Kleijn und Nick Macri an den tiefen Saiteninstrumenten gehörten; Tim Barnes und Claire Rousay am Schlagzeug; Damon Locks und Lou Mallozzi brachten vorbereitete Aufnahmen, Samples und Elektronik ein; und Vandermark und Mars Williams an den Holzblasinstrumenten. Die Instrumentalisten sollten das Stück im Laufe der Aufführung dreimal spielen und dabei von einer Iteration zur nächsten die Rollen tauschen, während Vandermark wie ein Filmeditor den Ablauf der Komposition überarbeitete. Der Bildende Künstler Kim Alpert hat auf zwei Bildschirmen parallel dazu vorbereitetes Videomaterial und Echtzeit-Manipulationen des Videoinhalts projiziert.

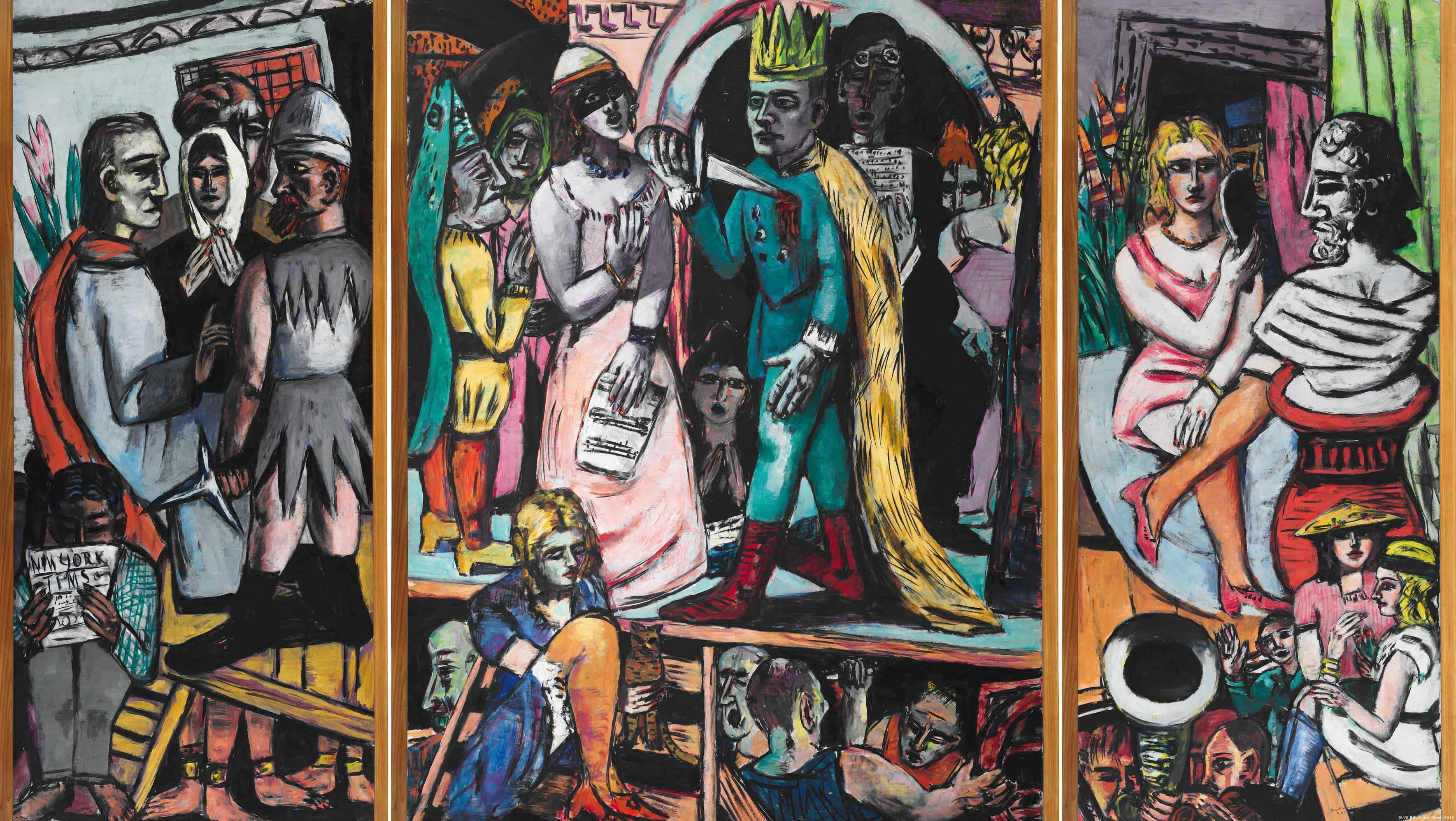
Das Triptychon „Die Schauspieler“ von Max Beckmann (1942). Harvard Art Museums

Das Wort Triptych[on] im Titel, bezieht sich auf Max Beckmanns Gemälde „Die Schauspieler“ (1942), von dem Vandermark für das Werk inspiriert wurde. Des Weiteren wurde es von einer Aufnahme des Avantgarde-Klangkünstlers Alvin Lucier, I Am Sitting in a Room und Tony Conrads Video-Arbeit Film Feedback angeregt. Es besteht aus einer kurzen Rede, die wiederholt aufgenommen und wieder abgespielt wird. Sehr schnell reduziert das Feedback die Worte zu einem unzusammenhängenden Summen. Der Schlüssel zum Wort Stammer (deutsch „stammeln“) ist in der ersten Aussage von Luciers Text zu hören, schreibt Kenneth Blanchard.
Track 1 beginnt mit einem Saxophon-Flattern, dem sich schnell Perkussion anschließt, die durchweg ziemlich lebendig sei, beschrieb Blanchard das musikalische Geschehen: „Bei etwa einer Minute beginnt der eingespielte Gesangshintergrund. Was wie ein Clip von National Public Radio klinge, ist der erste zusammenhängende Ausschnitt. Irgendwas über einen Jungen, der von der Polizei aus einem Bus gezerrt wird. Andere Clips scheinen Dialoge zu sein, und einige geben den Effekt eines Mikrofons in einem Raum wieder, in dem viele Gespräche geführt werden. Mit einer Stimme, die eine irritierte Mutter festzunageln scheint, hören wir Folgendes: ‚Du bist kein Weihnachtsmann, weißt du … wir erwarten, dich mehr als einmal im Jahr zu sehen.‘“ Die Clips werden viele Male wiederholt.

## Titelliste
- Ken Vandermark: Momentum 5: Stammer (Triptych) (Audiographic Records)

1. Track 1 20:01
2. Track 2 3:35
3. Track 3 20:04
4. Track 4 4:39
5. Track 5 20:02

Die Kompositionen stammen von Ken Vandermark.

## Rezeption

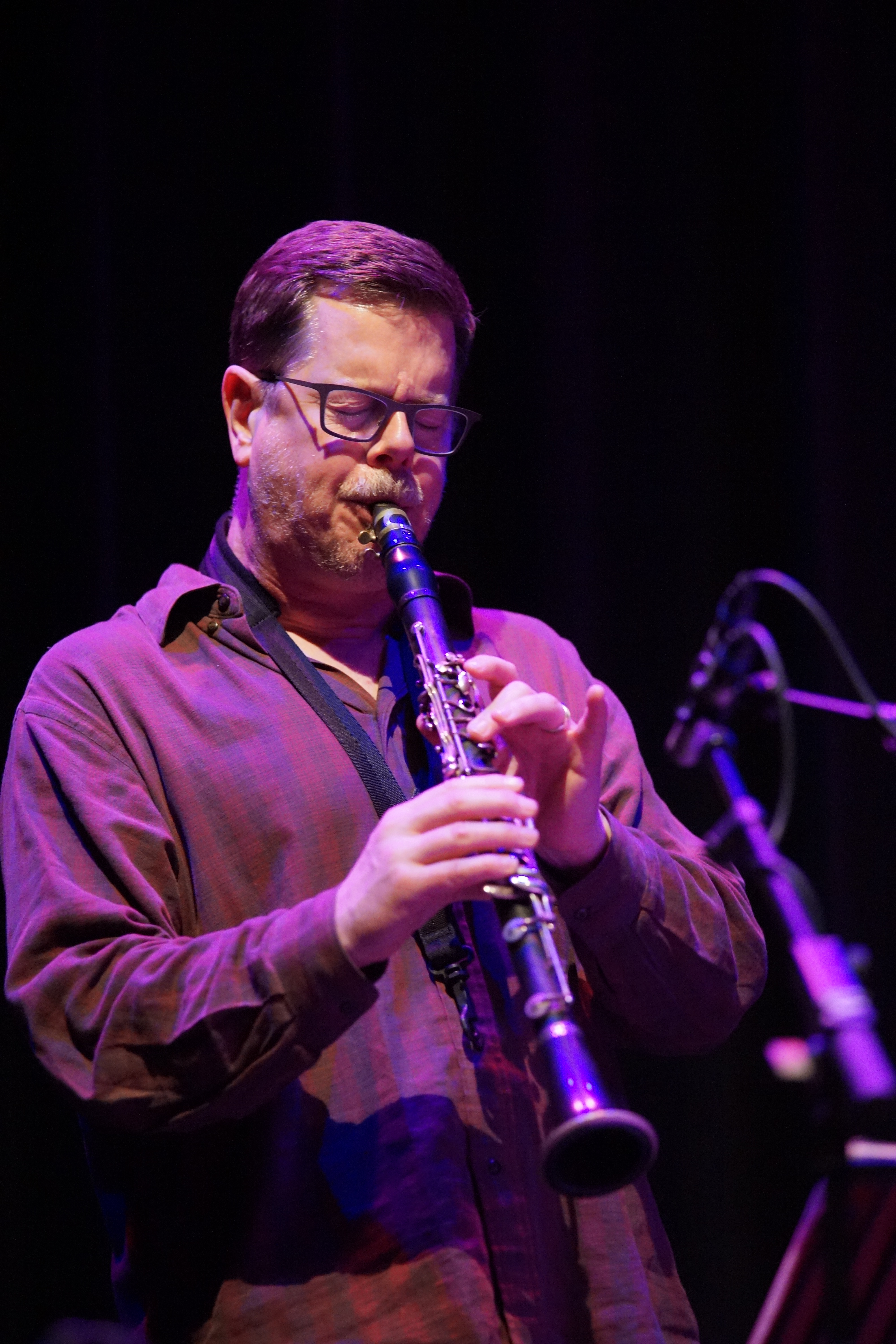
Ken Vandermark bei einem Auftritt in Utrecht (2017)

Bill Meyer schrieb im Chicago Reader, je nach Kontext und Ensemble könne Vandermark wild swingen, seine Linien mit schwindelerregender Geschwindigkeit verschieben und weiterentwickeln und dabei musikalische Formen erzeugen, die sowohl abstrakt als auch anregend intensiv seien. Ihre stilistische Breite ermögliche es Vandermark, klassische Strukturen, Free-Jazz-Texturen, elektronische und akustische Rhythmen und manipuliertes textbasiertes Material zu kombinieren.
Auch wenn es interessant wäre, tiefer in diese beiden [Vandermark inspirierenden] Stücke einzutauchen, so Paul Acquaro, sei es zunächst wahrscheinlich klüger zu sagen, dass es den Anschein habe, dass das verbindende Element im Konzept liege, den Prozess des Schaffens der Kunst zur Kunst selbst zu machen, und entlang dieses Weges, der Wiederverarbeitung der hergestellten Stücke zurück in den Herstellungsprozess. Der Rest werde durch den „unerklärlichen Fluss der Kreativität“ bestimmt, der alle anderen Ideen aufwirble und alles zu etwas Aufregendem und Einzigartigem forme. So sei eine provozierende Live-Aufführung entstanden, und auch eine sich daran anschließende für sich stehende Aufnahme. Durchaus erkennbar sei auch das intuitive Bedürfnis Vandermarks nach Ausgewogenheit bei der Schaffung dreier gleich langer musikalischer Sätze (sein Triptychon). Vandermarks Kompositionen würden auf effektive Weise Komponenten von Spoken-Word-Samples von Damon Locks und Lou Mallozzi, die sich wiederholen, stammeln und mischen, mit ausgedehnten Passagen improvisierter und komponierter Musik verflechten würden. Bei Holzbläsern wie Mars Williams und Vandermark könne man außerdem sicher sein, dass sich irgendwann ansteckende Grooves und fetzige Melodien manifestieren werden. Schließlich formten die kreativen Kräfte hier eine Musik, die sich manchmal einer einfachen Erklärung entziehe, aber ihre Ergebnisse seien unerwartet und fesselnd.